# عبد الله الظفيري
عبد الله سلمان الظفيري، من مواليد 29 أبريل 1986 في الكويت، لاعب كرة قدم كويتي.
و قد بدأ باللعب مع نادي القادسية الكويتي في موسم 2006/2007، وفي مارس 2007 أعير إلى نادي الساحل الكويتي، وقد تدرب في موسم 2007/2008 مع نادي الكويت، ولكن تم إيقافه في 20 سبتمبر 2007 من التدريب في نادي الكويت لأنه مسجل في سجلات نادي القادسية الكويتي.
في يوم 15 مارس 2008 تم إيقافه إلى نهاية موسم 2007/2008 من قبل نادي القادسية الكويتي وذلك بسبب تغيبه عن السفر إلى أوزباكستان في إطار مباراة نادي القادسية الكويتي ونادي باختاكور الأوزباكستاني في طشقند.
في يوم 3 يونيو 2008 طلبه نادي الكويت من نادي القادسية الكويتي لكي ينضم له لموسم واحد على سبيل الإعارة ، وقال عادل عقله بأن النادي قدم طلب إعارة اللاعب إلى مجلس إدارة نادي القادسية الكويتي وأنه لم يتطرق لأي تفاصيل في هذا العرض حيث ستعرض كل التفاصيل في حال موافقة نادي القادسية الكويتي ، وقال نادي القادسية الكويتي أنه قد يبادل عبد الله الظفيري بعبد الرحمن العوضي لاعب نادي الكويت ، وفي يوم 23 يونيو 2008 قدم نادي الكويت عرضا جديدا إلى نادي القادسية بمبلغ 15 ألف دينار كويتي لضم اللاعب، وكذلك يريد نادي التضامن الكويتي ونادي النصر الكويتي ضم اللاعب إلى صفوفهما ، وقد قدم له نادي النصر الكويتي مبلغ 10 آلاف دينار لضمه لصفوفه ، وفي يوم 25 يونيو 2008 قدم نادي الصليبيخات طلب لضم اللاعب إلى صفوفه ، وفي يوم 29 يونيو 2008 دخل نادي خيطان على خط المفاوضات مع نادي القادسية لضم اللاعب إلى صفوفه ، وما زال الصليبيخات ينتظر رد نادي القادسية على إعارة الظفيري ، وقد تم تأجيل البت في انتقاله حتى يعطي المدرب محمد إبراهيم رأيه في الموضوع.

## إنجازاته
- كأس الاتحاد الكويتي مرة واحدة : 2007/2008